# Huub Stevens
Hubertus Jozef Margaretha „Huub“ Stevens (niederländisch [ˈɦyp ˈsteː.və(n)s]; * 29. November 1953 in Sittard, heute zu Sittard-Geleen, Niederlande) ist ein ehemaliger niederländischer Fußballspieler, -trainer und -funktionär.
Als Spieler war er zwischen 1970 und 1986 für Fortuna Sittard und die PSV Eindhoven sowie zwischen 1979 und 1985 18-mal für die niederländische Fußballnationalmannschaft aktiv. Als Trainer hat er seit 1993 Vereine in den Niederlanden, in Deutschland, in Österreich und in Griechenland betreut, davon am längsten den deutschen Bundesligisten FC Schalke 04, mit dem er zweimal den DFB-Pokal und 1997 den UEFA Cup gewann und von dessen Fans er zum „Jahrhunderttrainer“ gewählt wurde. Mit dem FC Red Bull Salzburg wurde Stevens 2010 österreichischer Meister.
Er gilt als Trainer, der großen Wert auf Disziplin und eine strenge taktische Ordnung legt. Wegen seiner recht strengen, mürrischen Art wird er auch der Knurrer von Kerkrade genannt.

## Spielerkarriere

### Anfänge in Sittard
Huub Stevens wuchs im Sittarder Stadtteil Stadbroek auf, einem Arbeiterviertel, das vornehmlich aus kleinen Reihenhäusern bestand. Sein Vater war Grubenarbeiter und wurde mit 48 Jahren Frührentner; er starb 1971 bei einem Autounfall. Das Fußballspielen erlernte Stevens in der Jugend des RKSV Sittardia, der 1968 mit Fortuna’54 aus Geleen fusionierte zur Fortuna Sittardia Combinatie, später umbenannt in Fortuna Sittard. Daneben absolvierte er eine Lehre zum Schlosser, arbeitete nach der Ausbildung im Stahlbetrieb Demi und einer Eisenwarenhandlung. Als er mit 16 seinen ersten Vertrag beim FSC unterzeichnete, erhielt er eine Stelle im Lager einer Sittarder Trikotagenfabrik.
Sein Debüt in der Eerste Divisie gab er als Vorstopper unter Trainer Evert Teunissen in der Saison 1970/71 bei einer 0:1-Niederlage gegen den SC Heerenveen. In diesem Match musste er den ein Jahr älteren Kees Kist decken, mit dem er später gemeinsam für die Niederlande in Oranje antreten sollte. 1972 übernahm Cor Brom das Traineramt bei Fortuna SC, der sich zuvor als Kotrainer von Rinus Michels bei Ajax Amsterdam und als Cheftrainer bei der SBV Vitesse in Arnhem seine Sporen verdient hatte. Er führte die Mannschaft 1973/74 in der ersten Saisonperiode auf Platz eins, wodurch sie sich einen Platz für die Aufstiegsrunde am Saisonende sicherte. Am Ende musste die Fortuna sich mit Tabellenplatz fünf begnügen. Im entscheidenden Match der Aufstiegsrunde gegen den Tabellenvierten, WVV Wageningen, mussten die Limburger jedoch eine 0:1-Niederlage einstecken und blieben somit zweitklassig.
Da Fortuna SC Stevens eine Gehaltserhöhung um monatlich 100 Gulden (etwa 90 Deutsche Mark) verweigerte, beschloss er 1975, den Verein zu wechseln. Stevens’ Mannschaftskamerad aus der Juniorennationalmannschaft, Adrie van Kraay, empfahl ihn bei Kees Rijvers, seinem Trainer beim amtierenden Meister PSV in Eindhoven. Stevens erhielt die Einladung zu einem Probetraining und anschließend einen Zweijahresvertrag angeboten. Zu seinen Verhandlungsgesprächen begleitete ihn sein Sittarder Trainer Cor Brom, wodurch dieser sich beim Vereinsvorstand einigen Ärger einhandelte.

### Spitzenfußball in Eindhoven
Bei PSV musste Stevens sich erst einmal im Training beweisen, ehe er von Trainer Kees Rijvers seine Chance erhielt. Die kam im Europapokal der Landesmeister 1975/76: Beim 3:1-Auswärtssieg über Ruch Chorzów wurde Stevens eingewechselt. Bis zum März musste er jedoch auf seinen ersten Einsatz in der Startformation warten. Pleun Strik, seit 1968 Stammkraft in der PSV-Abwehr, hatte sich im Europapokalspiel bei Hajduk Split verletzt. Gegen den FC Den Haag am 7. März 1976 stand Stevens daher erstmals in der Liga zum Anpfiff neben Fußballgrößen wie René und Willy van de Kerkhof, Jan van Beveren, Jan Poortvliet, Kees Krijgh und Ralf Edström auf dem Rasen. In seinem ersten Match, sein Gegenspieler war Mittelstürmer Henk van Leeuwen, erzielte er auch sein erstes von nur 15 Toren in der Eredivisie, auf Vorlage des eingewechselten Willy van der Kuijlen, der selbst mit dem zweiten Treffer des Spiels für das Endergebnis sorgte. Im Rückspiel gegen Split durfte Stevens erneut von Beginn an sein Können beweisen, dazu in neun weiteren Ligaspielen bis Saisonende sowie im Pokalfinale am 7. April 1976, das PSV mit 1:0 nach Verlängerung gegen Roda aus Kerkrade gewann.
Drei Tage vor dem vorentscheidenden Spiel um die Meisterschaft gegen den Rotterdamer Rivalen Feyenoord am vorletzten Spieltag brach Stevens sich das Wadenbein und steckte sechs Wochen in einem Gipsverband; PSV gewann auch ohne ihn mit 4:1 und sicherte sich die Meisterschaft. Jan van Beveren, vor dessen Tor Stevens in dieser Saison verteidigt hatte, nannte seinen Mitspieler anlässlich der Meisterfeier „eine sehr wichtige Schaltstation im Team“. Als „unerschütterlich, Sieger, raue Schale – harter Kern, Mann mit ausgeprägtem Gefühl für Gerechtigkeit“ schildert Jan Reker, der als Trainer und Kotrainer lange Jahre mit Stevens zusammenarbeitete, den Limburger: „Er war und ist ein Mann, der nie in die Verteidigung geht, sondern sofort einen Gegenangriff startet.“
In der folgenden Saison entwickelte Stevens sich zum PSV-Stammspieler. Dem Double aus Meisterschaft und Pokal 1976 folgten 1978 eine weitere Meisterschaft und der Gewinn des UEFA-Pokals.
Von 1979 bis 1985 spielte Stevens 18-mal in der Nationalmannschaft. Sein einziges Tor erzielte er dabei am 17. Oktober 1979 zum 1:1-Endstand gegen Polen. Eine Niederlage hätte das vorzeitige Ausscheiden in der EM-Qualifikation bedeutet. Bei der EM 1980 in Italien gehörte er zum niederländischen Kader und kam in den ersten zwei Gruppenspielen gegen Griechenland und Deutschland zum Einsatz; die Niederlande schieden nach der Gruppenphase aus.

## Trainerkarriere
Zu Beginn der 1990er-Jahre absolvierte Stevens in Köln seine Trainerausbildung und hospitierte unter anderem bei Jörg Berger.

### Anfänge bei Roda Kerkrade
1993 begann Stevens seine Trainerlaufbahn bei Roda Kerkrade und führte den Verein in der Saison 1993/94 auf Platz 6, bevor in der Spielzeit 1994/95 die erste und bis heute einzige Vizemeisterschaft der Vereinsgeschichte erreicht wurde. Durch den vierten Platz in der darauffolgenden Saison konnte sich Roda Kerkrade erneut für den UEFA-Pokal qualifizieren. Auch in die Saison 1996/97 startete das Team gut, nach acht Spieltagen stand man mit 13 Punkten auf Rang 5. Im September 1996 schied Stevens mit Roda in der ersten Runde des UEFA-Pokals 1996/97 gegen den FC Schalke 04 aus; diesen Club sollte er zwei Wochen später als Trainer übernehmen.

### UEFA-Cup-Sieger mit dem FC Schalke 04
Am 9. Oktober 1996 wurde er Trainer des FC Schalke 04, der nach neun Spieltagen mit zehn Punkten den 13. Platz belegte. Zunächst wurden unter Stevens hervorragende Ergebnisse erzielt; nach dem 22. Spieltag stand der Verein im März 1997 auf dem fünften Rang, seit November war man ungeschlagen. In den darauffolgenden zwölf Ligapartien holten die Schalker nur noch einen Sieg und verloren sieben Spiele, sodass man in der Liga aus den Europapokalplätzen herausrutschte und die Saison 1996/97 auf dem zwölften Platz abschloss. Durch den Gewinn des UEFA-Pokals 1996/97, bis heute der größte Erfolg der Vereinsgeschichte, gelang trotzdem die Qualifikation für den europäischen Wettbewerb. Die beiden Finalspiele gegen Inter Mailand endeten jeweils 1:0 für die Heimmannschaft, Schalke 04 gewann im Elfmeterschießen 4:1. Die Schalker Mannschaft um den Belgier Marc Wilmots wurde als „Eurofighter“ bekannt. In der Saison 1997/98 erreichte der FC Schalke 04 in der Bundesliga durch Rang 5 einen UEFA-Cup-Platz und schied im Viertelfinale des UEFA-Pokals 1997/98 aus. Es folgten zwei Jahre ohne Teilnahme an einem internationalen Wettbewerb (Platz 10 in 1998/99 und 13 in 1999/2000).
In der Saison 2000/01 baute Stevens ein neues Team mit Spielern wie Andreas Möller und Ebbe Sand auf. Schalke verpasste die deutsche Meisterschaft erst in den letzten Sekunden des letzten Spieltages. Erstmals seit 24 Jahren war Schalke wieder Vizemeister. Zudem wurde der DFB-Pokal 2000/01 gewonnen. Stevens und Schalke wiederholten diesen Erfolg 2002, doch Schalke schied in der Vorrunde der UEFA Champions League 2001/02 aus und landete in der Bundesliga 2001/02 nach einer schwachen Hinrunde auf Platz 5. Bereits in der Winterpause hatte Stevens bekanntgegeben, dass er zum Saisonende zum Ligakonkurrenten Hertha BSC wechseln würde. Anlässlich des 100-jährigen Bestehens des Vereins im Jahr 2004 wählten mehr als 10.000 Anhänger des FC Schalke 04 ihre Mannschaft des Jahrhunderts. Zum Trainer dieses Teams wählten sie Huub Stevens.

### Hertha BSC
In der Saison 2002/03 erreichte Stevens mit Hertha BSC nach einigen Startschwierigkeiten den fünften Platz in der Bundesliga und qualifizierte sich so für den UEFA-Cup. Nachdem die Saison 2003/04 mit vielen Punktverlusten begonnen hatte, wurde Stevens wegen anhaltender Erfolglosigkeit am 4. Dezember 2003 beurlaubt. Zu diesem Zeitpunkt stand das Team auf dem vorletzten Platz in der Liga und war zuletzt im Achtelfinale des DFB-Pokals 2003/04 mit 1:6 bei Werder Bremen ausgeschieden.

### 2. Bundesliga mit dem 1. FC Köln
Zur Saison 2004/05 unterschrieb Stevens einen Vertrag beim Bundesliga-Absteiger 1. FC Köln, mit dem er zum Saisonende als Tabellenerster in die Bundesliga aufstieg. Stevens kündigte jedoch den Vertrag zum Saisonende, um öfter bei seiner schwer kranken Ehefrau in den Niederlanden zu sein.

### Rückkehr zu Roda Kerkrade
2005 kehrte Stevens zu seinem früheren Verein Roda Kerkrade in die Niederlande zurück. Die Saison 2005/06 wurde auf Platz 8 der niederländischen Eredivisie abgeschlossen. Die Saison 2006/07 verlief ähnlich, und am 2. Februar 2007 löste Huub Stevens seinen Vertrag auf, um zum deutschen Bundesligisten Hamburger SV zu wechseln.

### Aufholjagd mit dem Hamburger SV
Am 2. Februar 2007 wurde Stevens als Nachfolger des zuvor beurlaubten Thomas Doll Trainer des Hamburger SV, den er innerhalb von 15 Spielen vom letzten Platz auf den siebten Rang und damit in den UEFA-Pokal führte. In der Rückrunde der Saison 2006/07 war der Hamburger SV hinter Meister VfB Stuttgart die zweitbeste Mannschaft. Sein Vertrag lief bis zum Ende der Saison 2007/08, welche wiederum als Vierter der Bundesliga beendet wurde. In seinem letzten Spiel als HSV-Trainer wurde der Karlsruher SC mit 7:0 geschlagen – der zweithöchste Sieg der Hamburger in der Bundesliga.

### PSV Eindhoven
Ab der Saison 2008/09 wurde Stevens Trainer der PSV Eindhoven. Er verlängerte nicht in Hamburg, um in die Niederlande zu seiner an Morbus Crohn leidenden Ehefrau zurückzukehren. Stevens unterschrieb in Eindhoven einen Zweijahresvertrag bis 2010, von dem er jedoch bereits am 28. Januar 2009 zurücktrat. Zu diesem Zeitpunkt stand Eindhoven lediglich auf Platz fünf der Eredivisie, 15 Punkte hinter dem Spitzenreiter. Grund der Erfolglosigkeit sei gewesen, dass es zwischen ihm und der Mannschaft „nicht ‚klick‘ gemacht“ habe, sagte Stevens.

### Red Bull Salzburg

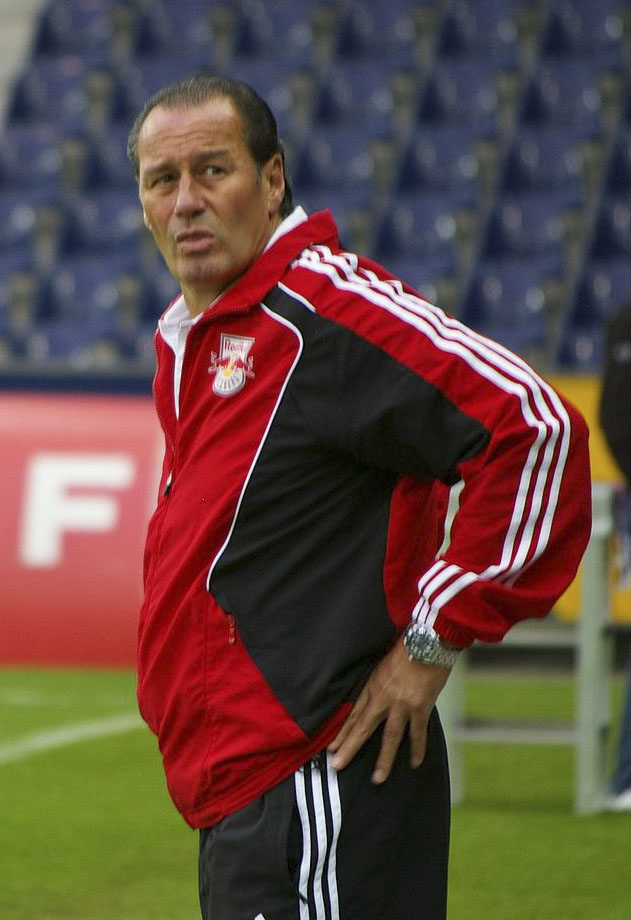
Huub Stevens bei Red Bull Salzburg

Ab Anfang der Saison 2009/10 arbeitete Stevens als Trainer bei Red Bull Salzburg, wo er einen Zweijahresvertrag bekam. Als ersten großen Erfolg feierte er am 4. August 2009 den Sieg in der 3. Runde der Champions-League-Qualifikation über Dinamo Zagreb, der für den Verein in der Ära „Red Bull“ das erstmalige Erreichen eines europäischen Wettbewerbes bedeutete. Denn auch wenn er in den anschließenden Play-Offs der Champions League scheiterte, war die Teilnahme an der Europa League sicher. Dort gewann das Team in seiner Gruppe alle sechs Spiele und zog damit als Gruppensieger in die Runde der letzten 32 Teams ein, schied dort jedoch anschließend gegen Standard Lüttich aus. Mit Salzburg beendete Stevens die Saison 2009/10 als Tabellenerster und wurde damit zum ersten Mal in seiner Trainerlaufbahn Meister in einer obersten Spielklasse. Dieser Erfolg bescherte ihm die Auszeichnung als Trainer des Jahres 2010 in Österreich.
Am 8. April 2011 kam es neun Runden vor Ende der Meisterschaft zur einvernehmlichen Trennung zwischen Stevens und dem Verein. Zu diesem Zeitpunkt lag die Mannschaft auf dem 3. Platz und hatte fünf Punkte Rückstand auf den Erstplatzierten FK Austria Wien. Nachfolger wurde Ricardo Moniz, der vor der Saison vom Hamburger SV gekommen war und bis dahin die Tätigkeit des Technik-Coaches ausgeübt hatte.

### Rückkehr zum FC Schalke 04
Nachdem Ralf Rangnick wegen eines Burnout-Syndroms am 22. September 2011 als Trainer des FC Schalke 04 zurückgetreten war, wurde Stevens am 27. September 2011 als dessen Nachfolger vorgestellt und mit einem bis Sommer 2013 laufenden Vertrag ausgestattet. Stevens erreichte mit Schalke in der Saison 2011/12 in der Europa League das Viertelfinale und in der Bundesliga den dritten Tabellenplatz und die damit verbundene Teilnahme an der Champions League. Zu Beginn der Bundesliga-Saison 2012/13 schaffte er mit Schalke einen starken Start. Der Verein konnte vom neunten bis zum zwölften Spieltag den zweiten Platz als Bayern-Verfolger belegen. Es folgte jedoch eine Serie von sechs Bundesligaspielen ohne Sieg und der Fall auf Platz 7 der Tabelle, sodass Stevens am 16. Dezember 2012 beurlaubt wurde. In der UEFA Champions League 2012/13 hatte Schalke als Gruppenerster bereits den Achtelfinaleinzug klargemacht.

### PAOK Saloniki
Zur Saison 2013/14 übernahm Stevens den Posten als Cheftrainer beim griechischen Erstligisten PAOK Saloniki. Am 14. August 2013 wurde Metalist Charkiw aufgrund einer Verwicklung in einen Manipulationsskandal aus dem Jahr 2008 von der Einspruchskammer der UEFA von allen europäischen Wettbewerben 2013/14 ausgeschlossen.
Die UEFA entschied daraufhin, dass PAOK Saloniki anstelle von Metalist Charkiw in den Play-offs antrete. Somit traf am 21. August 2013 Huub Stevens in der Veltins-Arena wieder auf seinen „alten“ Club Schalke 04. Das Spiel endete mit einem 1:1. Das Rückspiel gewann Schalke in Saloniki mit 3:2 und zog damit in die Gruppenphase der Champions League 2013/14 ein. Am 2. März 2014 wurde Stevens freigestellt. Grund war, dass der Abstand des Tabellenzweiten zum Ersten Olympiakos Piräus mit 19 Punkten zu groß geworden war, um noch Meister zu werden.

### Zweimal VfB Stuttgart
Am 10. März 2014 übernahm Stevens die auf dem 15. Tabellenplatz stehende Bundesligaelf des VfB Stuttgart als Nachfolger des beurlaubten Thomas Schneider. Mit zwölf Punkten aus den letzten zehn Spielen der Saison 2013/14 gelang dem VfB unter Stevens der Klassenerhalt. Seinen bis zum Saisonende laufenden Vertrag verlängerte er nicht. Jedoch kehrte er am 25. November 2014 zum VfB Stuttgart, nach dem 12. Spieltag der Saison 2014/15 mit neun Punkten auf dem letzten Platz stehend, zurück und ersetzte seinen ehemaligen Nachfolger Armin Veh. Erneut gelang es Stevens, den VfB Stuttgart vor dem Abstieg zu bewahren. Sein Vertrag wurde nach dem Klassenerhalt erneut nicht verlängert, und er verließ den VfB wieder.

### TSG 1899 Hoffenheim
Am 26. Oktober 2015 übernahm Stevens die auf dem 17. Tabellenplatz stehende Bundesligamannschaft der TSG 1899 Hoffenheim vom zuvor freigestellten Markus Gisdol. Am 10. Februar 2016 trat er aufgrund von Herzrhythmusstörungen von seinem Posten zurück. Sein Engagement war ohnehin nur bis zum Ende der Saison 2015/16 beschränkt, da bereits bei seiner Verpflichtung Julian Nagelsmann zum Cheftrainer ab der nächsten Saison ernannt worden war. Unter Stevens gewann die TSG lediglich eines von zehn Spielen und holte acht Punkte. Er selbst ging damals davon aus, dass seine Trainerkarriere damit beendet sei. Sein Nachfolger Nagelsmann übernahm daraufhin die Trainerposition sofort.

### Interimstrainer beim FC Schalke 04
Nach der Freistellung des Cheftrainers Domenico Tedesco übernahm Stevens Mitte März 2019 interimsweise und bereits zum dritten Mal den FC Schalke 04, der nach dem 25. Spieltag mit vier Punkten Abstand auf den Relegationsplatz auf dem 14. Tabellenplatz stand. Einen Tag nach seiner Ernennung gab der Verein bekannt, dass Stevens und sein Co-Trainer Mike Büskens die Mannschaft bis zum Ende der Spielzeit betreuen würden. Unter Stevens holte der FC Schalke 04 bis zum Saisonende 10 Punkte. Man schloss die Spielzeit mit 33 Punkten auf dem 14. Tabellenplatz ab, wobei der Klassenerhalt am 32. Spieltag erreicht wurde. Erinnerungswürdig war das Revierderby am 31. Spieltag, bei dem Borussia Dortmund auswärts mit 4:2 besiegt wurde.
Am 18. Dezember 2020 übernahm Stevens erneut die Schalker Bundesligamannschaft als Interimstrainer. Diese hatte unter den Cheftrainern David Wagner (bis zum 2. Spieltag) und Manuel Baum (3. bis 12. Spieltag) in der Saison 2020/21 durch 4 Unentschieden 4 Punkte geholt und stand auf dem letzten Platz. Saisonübergreifend war der FC Schalke zu diesem Zeitpunkt seit 28 Bundesligaspielen sieglos. Während seiner 5-tägigen Amtszeit verlor er das Bundesligaspiel am 13. Spieltag gegen den direkten Abstiegskonkurrenten Arminia Bielefeld und zog gegen den Regionalligisten SSV Ulm 1846 ins Achtelfinale des DFB-Pokals ein.

## Funktionär
Am 28. Juni 2015 beschloss die Jahreshauptversammlung des FC Schalke 04, einen neuen Sportlichen Beirat bestehend aus Stevens, Mike Büskens und Ebbe Sand zu bilden. Mit der Annahme des Cheftrainer-Postens in Hoffenheim gab Stevens diese Funktion wieder ab.
Am 3. Juni 2018 wurde Stevens von der Mitgliederversammlung des FC Schalke 04 in den Aufsichtsrat gewählt. Im Juli 2021 schied er aus dem Gremium aus.
Ende Januar 2023 gab Stevens das Ende seiner Laufbahn im Fußball bekannt.

## Erfolge

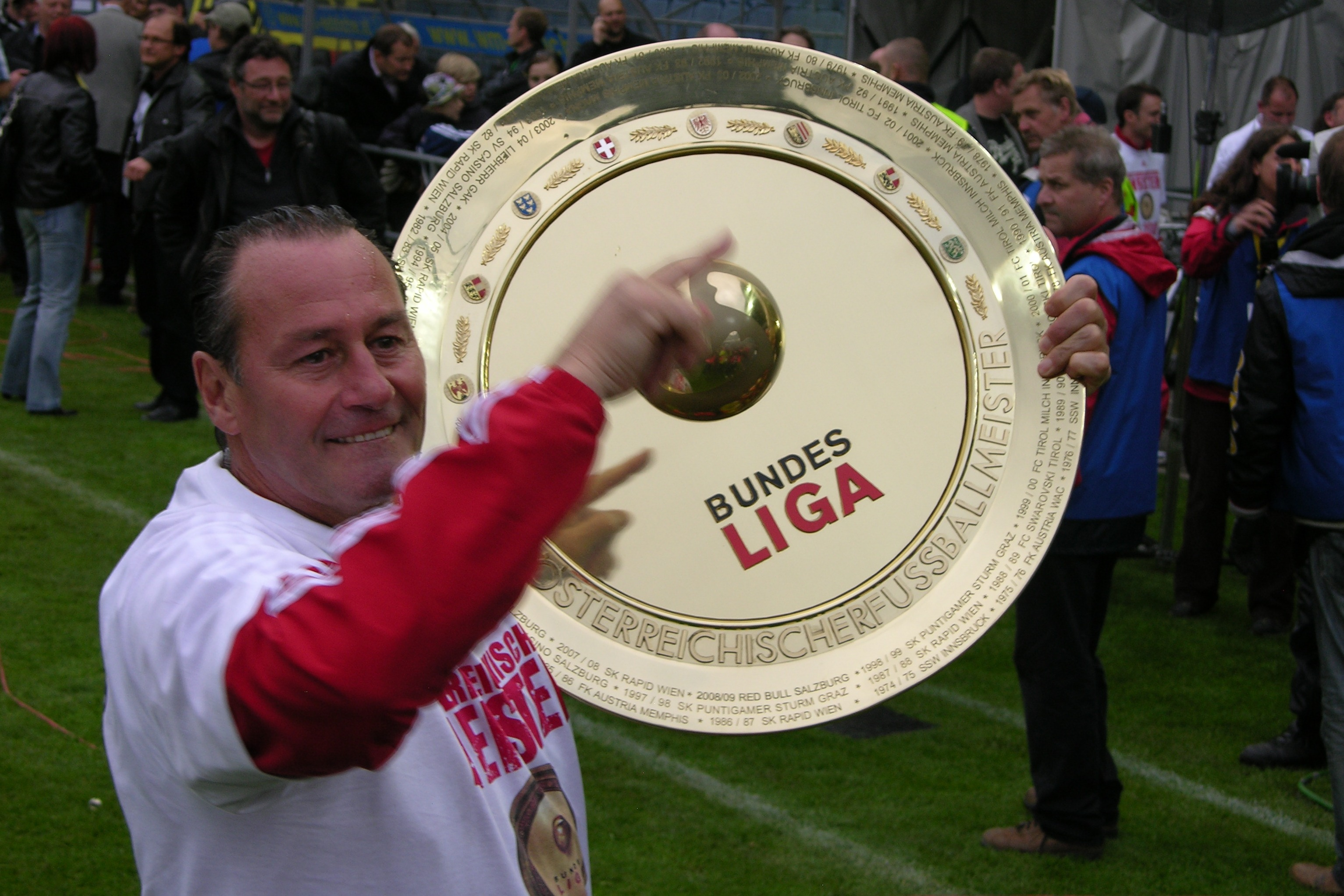
Als Trainer des FC Red Bull Salzburg durfte Huub Stevens 2010 den ersten Meistertitel seiner Trainerkarriere feiern.

### Als Spieler
PSV Eindhoven:
- KNVB-Pokal: 1976
- Niederländischer Meister: 1976, 1978, 1986
- UEFA-Pokal: 1978

### Als Trainer
FC Schalke 04:
- UEFA-Pokal: 1997
- DFB-Pokal: 2001, 2002

Hertha BSC:
- Deutscher Ligapokal: 2002

PSV Eindhoven:
- Johan-Cruyff-Schale: 2008

FC Red Bull Salzburg:
- Österreichischer Meister: 2010

### Auszeichnungen
- Trainer der Saison 2010 in Österreich
- Jahrhunderttrainer auf Schalke